# Ivan Lucic
Ivan Lucic (horvátul: Ivan Lučić) (Bécs, 1995. március 23. –) horvát származású osztrák labdarúgó, a Hajduk Split kapusa.

## Pályafutása
Fiatal éveiben megfordult a Post SV Wien, az FC Stadlau és az Austria Wien csapataiban. Profi pályafutását az SV Ried csapatában kezdte meg, majd kölcsönben megfordult a St. Florian klubjában, ahol két gólt is szerzett kapus létére. 2014 nyarán a német rekord bajnok Bayern München második csapatába igazolt.
Részt vett a Magyarországon megrendezett 2014-es U19-es labdarúgó-Európa-bajnokságon az osztrák U19-es labdarúgó-válogatott tagjaként.

## Statisztika

### Klubcsapatokban
| Klub              | Szezon   | Bajnokság | Bajnokság | Kupa | Kupa | Ligakupa | Ligakupa | Európa | Európa | Összesen | Összesen |
| Klub              | Szezon   | Mérk      | Gól       | Mérk | Gól  | Mérk     | Gól      | Mérk   | Gól    | Mérk     | Gól      |
| ----------------- | -------- | --------- | --------- | ---- | ---- | -------- | -------- | ------ | ------ | -------- | -------- |
| SV Ried           | 2012–13  | 0         | 0         | 0    | 0    | 0        | 0        | 0      | 0      | 0        | 0        |
| SV Ried           | 2013–14  | 1         | 0         | 0    | 0    | 0        | 0        | 0      | 0      | 1        | 0        |
| SV Ried           | Összesen | 1         | 0         | 0    | 0    | 0        | 0        | 0      | 0      | 1        | 0        |
| St. Florian       | 2013–14  | 25        | 2         | 1    | 0    | 0        | 0        | 0      | 0      | 26       | 2        |
| St. Florian       | Összesen | 25        | 3         | 1    | 0    | 0        | 0        | 0      | 0      | 26       | 2        |
| Bayern München II | 2014–15  | 1         | 0         | 0    | 0    | 0        | 0        | 0      | 0      | 1        | 0        |
| Bayern München II | Összesen | 1         | 0         | 0    | 0    | 0        | 0        | 0      | 0      | 1        | 0        |
| Összesen          | Összesen | 27        | 2         | 1    | 0    | 0        | 0        | 0      | 0      | 28       | 2        |

## Sikerei, díjai
Hajduk Split
- Horvát kupagyőztes: 2022–23